# Campionato Europeo Velocità 2024
Il campionato Europeo Velocità 2024 è stato la quarantaquattresima edizione della competizione motociclistica europea.

## Stagione

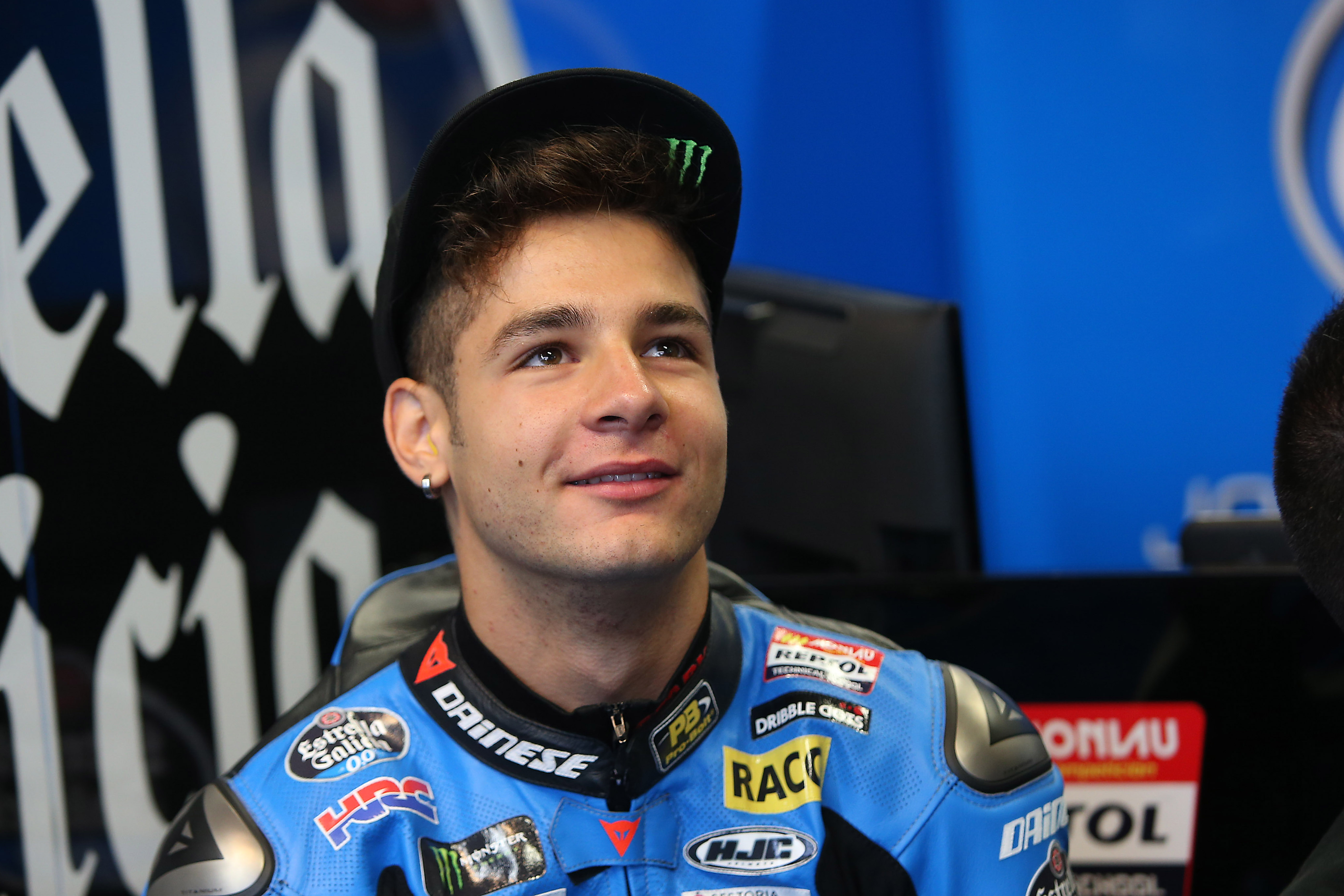
Lorenzo Dalla Porta, dopo essere stato campione nazionale e mondiale sfiora len plein mancando per pochi punti il titolo continentale.

Il numero di gare previste, sia per la Moto2 che per la Stock, rimane invariato rispetto all'annata precedente: undici prove per i prototipi (con doppia gara solo in alcuni eventi) e sette per le derivate. Torna nel calendario della manifestazione continentale anche il circuito di Misano, che apre la stagione a fine aprile. L'ultima gara disputata sul circuito romagnolo risale al 2014 nell'allora Campionato europeo Superstock 600.
Nella Moto2, analogamente a quanto accaduto nel motomondiale, emerge maggior equilibrio tra i costruttori con Boscoscuro che migliora le proprie prestazioni avvicinandosi a Kalex. In una stagione che vede sei diversi vincitori, si delinea un duello per il titolo tra lo spagnolo Roberto García, in sella alla motocicletta tedesca, e Mattia Casadei su Boscoscuro. I due si alternano in vetta alla classifica rimanendo entrambi in corsa fino all'ultima prova all'Estoril. Casadei, impegnato contestualmente anche nel mondiale di MotoE, tiene aperta la contesa grazie alla costanza nei piazzamenti: sempre a punti senza mai finire oltre il sesto posto. D'altro canto García, più fresco e pur con qualche gara chiusa senza punti, ottiene il titolo europeo con quattro vittorie e altri due piazzamenti a podio. La classifica costruttori vede primeggiare Kalex con otto vittorie e tre podii nelle undici gare previste; seguita da Boscoscuro quasi sempre a podio e vincente nelle restanti tre prove; terzo posto con qualche piazzamento per Forward.
Diversa la situazione tra le derivate, laddove Yamaha rimane la moto da battere; con tutte le gare vinte ed un solo podio concesso alla concorrenza: il secondo posto ottenuto da Andy Verdoïa a Misano in sella alla Honda CBR600RR. Più equilibrato il discorso legato ai piloti, con sei diversi vincitori in sette Gran Premi, l'unico in grado di cogliere due successi è l'italiano Lorenzo Dalla Porta, capoclassifica per più di metà campionato. Dalla Porta, che salta la gara di Portimão, messa in calendario in concomitanza del CIV a cui pure prende parte, non riuscirà a recuperare i punti necessari chiudendo l'annata al secondo posto a soli sette punti da Mario Mayor.

## Le Classi

### Moto2

#### Calendario
- Dove non indicata la nazionalità si intende pilota spagnolo.
- Fonte[1]

| Nº | Data         | Gran Premio | Circuito  | Giro più veloce | Vincitore Gara    | Leader del campionato |
| -- | ------------ | ----------- | --------- | --------------- | ----------------- | --------------------- |
| 1  | 21 aprile    | Italia      | Misano    | Roberto García  | Alberto Surra     | Alberto Surra         |
| 2  | 5 maggio     | Portogallo  | Estoril   | Jorge Navarro   | Mattia Casadei    | Mattia Casadei        |
| 2  | 5 maggio     | Portogallo  | Estoril   | Roberto García  | Roberto García    | Mattia Casadei        |
| 3  | 19 maggio    | Catalogna   | Catalogna | Roberto García  | Daniel Muñoz      | Roberto García        |
| 3  | 19 maggio    | Catalogna   | Catalogna | Eric Fernández  | Daniel Muñoz      | Mattia Casadei        |
| 4  | 23 giugno    | Portogallo  | Portimão  | Alberto Surra   | Roberto García    | Roberto García        |
| 4  | 23 giugno    | Portogallo  | Portimão  | Roberto García  | Roberto García    | Roberto García        |
| 5  | 15 settembre | Andalusia   | Jerez     | Roberto García  | Daniel Muñoz      | Roberto García        |
| 6  | 13 ottobre   | Aragona     | Aragón    | Roberto García  | Alberto Ferrández | Roberto García        |
| 6  | 13 ottobre   | Aragona     | Aragón    | Roberto García  | Roberto García    | Roberto García        |
| 7  | 27 novembre  | Portogallo  | Estoril   | Unai Orradre    | Unai Orradre      | Roberto García        |

#### Elenco partecipanti
| Nº | Pilota               | Squadra                             | Motocicletta    |
| -- | -------------------- | ----------------------------------- | --------------- |
| 2  | Lorenzo Sommariva    | Promoracing                         | Kalex Moto2     |
| 4  | Eric Fernández       | Fau55 Tey Racing                    | Kalex Moto2     |
| 5  | Lorenzo Fellon       | SF Racing                           | Kalex Moto2     |
| 6  | Jacopo Hosciuc       | Team MMR                            | Kalex Moto2     |
| 7  | Joan Gimbert         | Promoracing                         | Kalex Moto2     |
| 8  | Marco Tapia          | Yamaha Philippines Stylobike Racing | Kalex Moto2     |
| 9  | Charles Aubrie       | JEG Racing                          | Kalex Moto2     |
| 10 | Unai Orradre         | STV Laglisse Racing                 | Kalex Moto2     |
| 11 | Álex Escrig          | EEST 84R                            | Forward F2      |
| 11 | Jorge Navarro        | Klint Forward Junior Team           | Forward F2      |
| 12 | Borja Gómez          | STV Laglisse Racing                 | Kalex Moto2     |
| 13 | Mattia Rato          | Fau55 Tey Racing                    | Kalex Moto2     |
| 14 | Alex Millán          | AGR Team                            | Kalex Moto2     |
| 16 | Kaito Toba           | Promoracing                         | Kalex Moto2     |
| 17 | Daniel Muñoz         | Preicanos Racing Team               | Kalex Moto2     |
| 18 | Jona Eisenkolb       | F. Koch Motorsport                  | Kalex Moto2     |
| 19 | Mattia Pasini        | Team Ciatti - Boscoscuro            | Boscoscuro B-24 |
| 21 | Eduardo Montero      | PS Racing                           | Kalex Moto2     |
| 21 | Eduardo Montero      | STV Laglisse Racing                 | Kalex Moto2     |
| 22 | Brett Roberts        | EasyRace team                       | Boscoscuro B-24 |
| 23 | Taiga Hada           | Preicanos Racing Team               | Kalex Moto2     |
| 24 | Nicholas Spinelli    | AGR Team                            | Kalex Moto2     |
| 27 | Maxwell Toth         | AGR Team                            | Kalex Moto2     |
| 28 | Geoffrey Emmanuel    | AGR Team                            | Kalex Moto2     |
| 29 | Harrison Voight      | Yamaha Philippines Stylobike Racing | Kalex Moto2     |
| 30 | Gianpaolo Di Vittori | Fau55 Tey Racing                    | Kalex Moto2     |
| 31 | Roberto García       | Fantic Cardoso Racing               | Kalex Moto2     |
| 32 | Yosuke Hosaka        | MDR Competición                     | Kalex Moto2     |
| 38 | Ola Nesbakken        | EasyRace team                       | Boscoscuro B-24 |
| 40 | Mattia Casadei       | Team Ciatti - Boscoscuro            | Boscoscuro B-24 |
| 43 | Xavier Artigas       | Preicanos Racing Team               | Kalex Moto2     |
| 44 | Jinlin Li            | Preicanos Racing Team               | Kalex Moto2     |
| 49 | Francesco Mongiardo  | Fantic Cardoso Racing               | Kalex Moto2     |
| 54 | Alberto Ferrández    | Finetwork Team                      | Boscoscuro B-24 |
| 67 | Alberto Surra        | Team Ciatti - Boscoscuro            | Boscoscuro B-24 |
| 70 | Joshua Whatley       | Fantic Cardoso Racing               | Kalex Moto2     |
| 71 | Anas Sohrmat         | Fifty Motorsport                    | Kalex Moto2     |
| 73 | Jacopo Cretaro       | PS Racing                           | Kalex Moto2     |
| 75 | Ivo Lopes            | EasyRace team                       | Boscoscuro B-24 |
| 77 | Mattia Volpi         | Team MMR                            | Kalex Moto2     |
| 88 | Abdulla Al-Qubaisi   | Fau55 Tey Racing                    | Kalex Moto2     |
| 92 | Rossi Moor           | Team MMR                            | Kalex Moto2     |
| 98 | Chanon Inta          | EEST 84R                            | Forward F2      |
| 98 | Chanon Inta          | EEST 84R                            | Kalex Moto2     |

| Legenda            |
| ------------------ |
| Pilota wildcard    |
| Pilota sostitutivo |

#### Classifica piloti
| Pos. | Pilota               | Moto            | Italia (bandiera) | Portogallo (bandiera) | Portogallo (bandiera) | Catalogna (bandiera) | Catalogna (bandiera) | Portogallo (bandiera) | Portogallo (bandiera) | Andalusia (bandiera) | Aragona (bandiera) | Aragona (bandiera) | Portogallo (bandiera) | P.ti |
| ---- | -------------------- | --------------- | ----------------- | --------------------- | --------------------- | -------------------- | -------------------- | --------------------- | --------------------- | -------------------- | ------------------ | ------------------ | --------------------- | ---- |
| 1    | Roberto García       | Kalex           | 2                 | 6                     | 1                     | 3                    | NC                   | 1                     | 1                     | Rit                  | 4                  | 1                  | 5                     | 170  |
| 2    | Mattia Casadei       | Boscoscuro      | 4                 | 1                     | 2                     | 5                    | 4                    | 6                     | 5                     | 3                    | 5                  | 6                  | 3                     | 156  |
| 3    | Alberto Surra        | Boscoscuro      | 1                 | 4                     | Rit                   | 4                    | 5                    | 2                     | 2                     | Rit                  | 3                  | 3                  | 2                     | 154  |
| 4    | Alberto Ferrández    | Boscoscuro      | 3                 | 7                     | 3                     | Rit                  | 8                    | 3                     | 4                     | 2                    | 1                  | 7                  | Rit                   | 132  |
| 5    | Unai Orradre         | Kalex           | 6                 | 10                    | Rit                   | 8                    | 3                    | 5                     | 3                     | Rit                  | 6                  | 2                  | 1                     | 122  |
| 6    | Daniel Muñoz         | Kalex           | 7                 | 9                     | Rit                   | 1                    | 1                    | 4                     | Rit                   | 1                    |                    |                    |                       | 104  |
| 7    | Jorge Navarro        | Forward         |                   | 2                     | 8                     | 2                    | 2                    | 9                     | 7                     |                      |                    |                    |                       | 84   |
| 8    | Eric Fernández       | Kalex           | 8                 | 8                     | 5                     | Rit                  | 6                    | 7                     | 12                    | 9                    | 2                  | Rit                | Rit                   | 77   |
| 9    | Taiga Hada           | Kalex           | 9                 | 3                     | 4                     | 6                    | 7                    | 12                    | 15                    | 5                    | Rit                | 12                 | [ 17 ]                | 75   |
| 10   | Joan Gimbert         | Kalex           | 13                | 11                    | 9                     | 9                    | 10                   | 10                    | 9                     | 4                    | 12                 | 10                 | 11                    | 69   |
| 11   | Harrison Voight      | Kalex           | 10                | Rit                   | 7                     | Rit                  | Rit                  | Rit                   | 8                     | 6                    | 7                  | 8                  | 6                     | 60   |
| 12   | Francesco Mongiardo  | Kalex           | 5                 | 12                    | 6                     | 7                    | Rit                  | Rit                   | Rit                   | 13                   | 13                 | 11                 | 7                     | 54   |
| 13   | Marco Tapia          | Kalex           |                   |                       |                       | 10                   | 11                   | Rit                   | 10                    | 7                    |                    |                    | 8                     | 34   |
| 14   | Lorenzo Fellon       | Kalex           | 11                | 14                    | 11                    | 12                   | 12                   | Rit                   | 13                    | 10                   | 15                 | 13                 |                       | 33   |
| 15   | Mattia Volpi         | Kalex           | Rit               | 15                    | 12                    | Rit                  | 13                   | Rit                   | 11                    | Rit                  | 11                 | 4                  | Rit                   | 31   |
| 16   | Mattia Rato          | Kalex           | Rit               | 5                     | 13                    | 11                   | 9                    | Rit                   | 14                    |                      |                    |                    |                       | 28   |
| 17   | Kaito Toba           | Kalex           |                   | 13                    | Rit                   | Rit                  | Rit                  | 8                     | 6                     | [ 17 ]               |                    |                    |                       | 21   |
| 18   | Nicholas Spinelli    | Kalex           |                   |                       |                       |                      |                      |                       |                       | [ 17 ]               | 8                  | 5                  |                       | 19   |
| 19   | Joshua Whatley       | Kalex           |                   |                       |                       |                      |                      |                       |                       | Rit                  | 10                 | 9                  | 12                    | 17   |
| 20   | Rossi Moor           | Kalex           |                   |                       |                       |                      |                      |                       |                       |                      | 9                  | Rit                | 9                     | 14   |
| 21   | Xavier Artigas       | Kalex           |                   |                       |                       |                      |                      |                       |                       |                      |                    |                    | 4                     | 13   |
| 22   | Brett Roberts        | Boscoscuro      | 12                |                       |                       | 13                   | Rit                  | 11                    | Rit                   | NP                   |                    |                    |                       | 12   |
| 23   | Maxwell Toth         | Kalex           | NQ                | [ 17 ]                | [ 17 ]                | 14                   | 15                   | Rit                   | NP                    |                      | 16                 | 14                 | 10                    | 11   |
| 24   | Gianpaolo Di Vittori | Kalex           | Rit               | Rit                   | 16                    | Rit                  | 16                   | 13                    | 16                    | 11                   | 17                 | 17                 | 15                    | 9    |
| 25   | Jacopo Cretaro       | Kalex           |                   |                       |                       |                      |                      | NP                    | NP                    | 8                    |                    |                    |                       | 8    |
| 26   | Abdulla Al-Qubaisi   | Kalex           |                   |                       |                       |                      |                      |                       |                       | 12                   | 18                 | 16                 | 13                    | 7    |
| 27   | Eduardo Montero      | Kalex           | Rit               | 17                    | 14                    | Rit                  | 17                   |                       |                       |                      | 14                 | 15                 | [ 17 ]                | 7    |
| 28   | Ivo Lopes            | Boscoscuro      |                   |                       |                       | Rit                  | 10                   |                       |                       |                      |                    |                    |                       | 6    |
| 29   | Chamon Inta          | Forward e Kalex |                   | 18                    | 17                    | 15                   | Rit                  |                       |                       | 14                   | NP                 | Rit                | 14                    | 5    |
| 30   | Jacopo Hosciuc       | Kalex           | 14                | 16                    | 15                    | [ 17 ]               | [ 17 ]               |                       |                       |                      |                    |                    |                       | 3    |
| 31   | Charles Aubrie       | Kalex           | NQ                | Rit                   | 18                    | 16                   | 17                   | 14                    | 17                    | NQ                   | 21                 | 20                 | Rit                   | 2    |
| 32   | Jona Eisenkolb       | Kalex           | NQ                | NQ                    | NQ                    | [ 17 ]               | [ 17 ]               | NQ                    | NQ                    | 15                   | 20                 | 19                 | NQ                    | 1    |
| NC   | Jeoffrey Emmanuel    | Kalex           |                   |                       |                       |                      |                      |                       |                       | 16                   |                    |                    |                       | 0    |
| -    | Jinlin Li            | Kalex           |                   | NQ                    | NQ                    | 17                   | Rit                  | NQ                    | NQ                    | [ 17 ]               | [ 17 ]             | [ 17 ]             | NQ                    | 0    |
| -    | Yosuke Hosaka        | Kalex           |                   |                       |                       |                      |                      |                       |                       |                      | 19                 | 18                 | 16                    | 0    |
| -    | Lorenzo Sommariva    | Kalex           |                   |                       |                       |                      |                      |                       |                       |                      |                    |                    | 17                    | 0    |
| -    | Ola Nesbakken        | Boscoscuro      |                   |                       |                       |                      |                      |                       |                       |                      | [ 17 ]             | [ 17 ]             | NQ                    | 6    |
| -    | Anas Sohrmat         | Kalex           |                   |                       |                       |                      |                      |                       |                       | NQ                   |                    |                    |                       | 0    |
| -    | Alex Millán          | Kalex           |                   |                       |                       |                      |                      |                       |                       |                      |                    |                    | NQ                    | 0    |
| -    | Mattia Pasini        | Boscoscuro      | [ 17 ]            |                       |                       | [ 17 ]               | [ 17 ]               |                       |                       |                      |                    |                    |                       | 6    |
| -    | Álex Escrig          | Forward         | [ 17 ]            |                       |                       |                      |                      |                       |                       |                      |                    |                    |                       | 0    |
| -    | Borja Gómez          | Kalex           | [ 17 ]            |                       |                       |                      |                      |                       |                       |                      |                    |                    |                       | 0    |
| Pos. | Pilota               | Moto            | Italia (bandiera) | Portogallo (bandiera) | Portogallo (bandiera) | Catalogna (bandiera) | Catalogna (bandiera) | Portogallo (bandiera) | Portogallo (bandiera) | Andalusia (bandiera) | Aragona (bandiera) | Aragona (bandiera) | Portogallo (bandiera) | P.ti |

| Legenda | 1º posto        | 2º posto            | 3º posto           | A punti      | Senza punti        | Grassetto – Pole position Corsivo – Giro più veloce |
| Legenda | Gara non valida | Non qual./Non part. | Ritirato/Non class | Squalificato | '-' Dato non disp. | Grassetto – Pole position Corsivo – Giro più veloce |

#### Classifica costruttori
| Pos. | Costruttore | Italia (bandiera) | Portogallo (bandiera) | Portogallo (bandiera) | Catalogna (bandiera) | Catalogna (bandiera) | Portogallo (bandiera) | Portogallo (bandiera) | Andalusia (bandiera) | Aragona (bandiera) | Aragona (bandiera) | Portogallo (bandiera) | P.ti |
| ---- | ----------- | ----------------- | --------------------- | --------------------- | -------------------- | -------------------- | --------------------- | --------------------- | -------------------- | ------------------ | ------------------ | --------------------- | ---- |
| 1    | Kalex       | 2                 | 3                     | 1                     | 1                    | 1                    | 1                     | 1                     | 1                    | 2                  | 1                  | 1                     | 266  |
| 2    | Boscoscuro  | 1                 | 1                     | 2                     | 4                    | 4                    | 2                     | 2                     | 2                    | 1                  | 3                  | 2                     | 217  |
| 3    | Forward     |                   | 2                     | 8                     | 2                    | 2                    | 9                     | 7                     |                      |                    |                    |                       | 84   |

### Stock

#### Calendario
Fonte
| Nº | Data         | Gran Premio | Circuito  | Giro più veloce  | Vincitore Gara      | Leader del campionato |
| -- | ------------ | ----------- | --------- | ---------------- | ------------------- | --------------------- |
| 1  | 21 aprile    | Italia      | Misano    | Andy Verdoïa     | Lorenzo Dalla Porta | Lorenzo Dalla Porta   |
| 2  | 5 maggio     | Portogallo  | Estoril   | Adrián Rodríguez | Adrián Rodríguez    | Lorenzo Dalla Porta   |
| 3  | 19 maggio    | Catalogna   | Catalogna | Mario Mayor      | Lorenzo Dalla Porta | Lorenzo Dalla Porta   |
| 4  | 23 giugno    | Portogallo  | Portimão  | Dino Iozzo       | Archie McDonald     | Lorenzo Dalla Porta   |
| 5  | 15 settembre | Andalusia   | Jerez     | Mario Mayor      | Mario Mayor         | Mario Mayor           |
| 6  | 13 ottobre   | Aragona     | Aragón    | Demis Mihaila    | Demis Mihaila       | Mario Mayor           |
| 7  | 27 novembre  | Portogallo  | Estoril   | Dino Iozzo       | Dino Iozzo          | Mario Mayor           |

#### Elenco partecipanti
| Nº | Pilota              | Squadra                    | Moto           |
| -- | ------------------- | -------------------------- | -------------- |
| 2  | Nicholas Bevilacqua | Yamaha GV Racing           | Yamaha YZF-R6  |
| 3  | Niccolò Bergamasco  | Fifty Motorsport           | Yamaha YZF-R6  |
| 4  | Pablo Echeverry     | Echeverry Racing Team      | Yamaha YZF-R6  |
| 7  | Manuel Rocca        | Team Zivimotor             | Yamaha YZF-R6  |
| 8  | Marco García        | EasyRace Team              | Yamaha YZF-R6  |
| 8  | Marco García        | Team Honda Laglisse        | Honda CBR600RR |
| 11 | Iker García         | Yamaha GV Racing           | Yamaha YZF-R6  |
| 13 | Dino Iozzo          | IUM Motorsport             | Yamaha YZF-R6  |
| 14 | Kavin Quintal       | Fifty Motorsport           | Yamaha YZF-R6  |
| 18 | Alex Viu            | Team Honda Laglisse        | Honda CBR600RR |
| 19 | Shuai Li            | PS Racing                  | Yamaha YZF-R6  |
| 21 | Daniel Brooks       | Yamaha GV Racing           | Yamaha YZF-R6  |
| 22 | Declan Van Rosmalen | IUM Motorsport             | Yamaha YZF-R6  |
| 23 | Alex Millán         | Team Zivimotor             | Yamaha YZF-R6  |
| 24 | Alberto García      | Yamaha GV Racing           | Yamaha YZF-R6  |
| 25 | Andy Verdoïa        | Team Honda Laglisse        | Honda CBR600RR |
| 25 | Andy Verdoïa        | Frando Racing VHC Team     | Yamaha YZF-R6  |
| 26 | Francisco Ruiz      | DR Andifer Team            | Yamaha YZF-R6  |
| 26 | Francisco Ruiz      | Frando Racing VHC Team     | Yamaha YZF-R6  |
| 26 | Francisco Ruiz      | Fifty Motorsport           | Yamaha YZF-R6  |
| 27 | Benedetto Rasa      | Yamaha GV Racing           | Yamaha YZF-R6  |
| 28 | Spyros Fourthiotis  | Fifty Motorsport           | Yamaha YZF-R6  |
| 29 | Massimo Coppa       | SF Racing                  | Yamaha YZF-R6  |
| 31 | David Jiménez       | MDR Competición            | Yamaha YZF-R6  |
| 32 | Rodrigo Valente     | DR Andifer Team            | Yamaha YZF-R6  |
| 32 | Rodrigo Valente     | PS Racing                  | Yamaha YZF-R6  |
| 33 | Filip Rehacek       | Fantic Cardoso Racing      | Yamaha YZF-R6  |
| 34 | Britanni Belladonna | Frando Racing VHC Team     | Yamaha YZF-R6  |
| 35 | Yeray Saiz          | Team Honda Laglisse        | Honda CBR600RR |
| 35 | Yeray Saiz          | DR Andifer Team            | Yamaha YZF-R6  |
| 36 | Cristian D'Arliano  | Pinamoto RS                | Yamaha YZF-R6  |
| 39 | Andrea Bettin       | Pinamoto RS                | Yamaha YZF-R6  |
| 39 | Andrea Bettin       | Team Zivimotor             | Yamaha YZF-R6  |
| 43 | Eric Molina         | Fifty Motorsport           | Yamaha YZF-R6  |
| 44 | Adrián Rodríguez    | SF Racing                  | Yamaha YZF-R6  |
| 44 | Adrián Rodríguez    | Team Zivimotor             | Yamaha YZF-R6  |
| 47 | Eric Varga          | Fifty Motorsport           | Yamaha YZF-R6  |
| 48 | Lorenzo Dalla Porta | Yamaha GV Racing           | Yamaha YZF-R6  |
| 51 | Juan Uriostegui     | Team Honda Laglisse        | Honda CBR600RR |
| 53 | Francisco Palomera  | Team Honda Laglisse        | Honda CBR600RR |
| 57 | Kilian Holzer       | Pinamoto RS                | Yamaha YZF-R6  |
| 58 | José Luis Armario   | Superhugo44 Team           | Yamaha YZF-R6  |
| 62 | Blai Trias          | Yamaha GV Racing           | Yamaha YZF-R6  |
| 61 | Javier Del Olmo     | Kawasaki Palmeto PL Racing | Kawasaki ZX-6R |
| 64 | Davide Fabbroni     | Fau55 Tey Racing           | Yamaha YZF-R6  |
| 67 | Carlos Valle        | DR Andifer Team            | Yamaha YZF-R6  |
| 69 | Archie McDonald     | MRE Talent                 | Yamaha YZF-R6  |
| 71 | Rubén Romero        | Face Racing                | Yamaha YZF-R6  |
| 72 | Yeray Ruiz          | Fifty Motorsport           | Yamaha YZF-R6  |
| 73 | Gonçalo Ribeiro     | Fifty Motorsport           | Yamaha YZF-R6  |
| 74 | Carter Brown        | Yamaha GV Racing           | Yamaha YZF-R6  |
| 75 | Alessio Guarnieri   | Fifty Motorsport           | Yamaha YZF-R6  |
| 76 | Gonçalo Capote      | Easyrace Team              | Yamaha YZF-R6  |
| 77 | Daniele Galloni     | Team Zivimotor             | Yamaha YZF-R6  |
| 80 | Bence Kecskés       | MDR Competición            | Yamaha YZF-R6  |
| 81 | Joan Santos         | Yamaha GV Racing           | Yamaha YZF-R6  |
| 82 | Mario Mayor         | Yamaha GV Racing           | Yamaha YZF-R6  |
| 86 | Kylian Nestola      | SF Racing                  | Yamaha YZF-R6  |
| 88 | Mateusz Hulewicz    | Pinamoto RS                | Yamaha YZF-R6  |
| 89 | Denis Mihaila       | MDR Competición            | Yamaha YZF-R6  |
| 91 | Borja Jiménez       | Fau55 Tey Racing           | Yamaha YZF-R6  |
| 92 | Nil Roig            | PS Racing                  | Yamaha YZF-R6  |
| 97 | Jeong Soo           | Pinamoto RS                | Yamaha YZF-R6  |
| 99 | Mohammed Binladin   | Fau55 Tey Racing           | Yamaha YZF-R6  |

| Legenda            |
| ------------------ |
| Pilota wildcard    |
| Pilota sostitutivo |

#### Classifica piloti
| Pos. | Pilota              | Moto           | Italia (bandiera) | Portogallo (bandiera) | Catalogna (bandiera) | Portogallo (bandiera) | Andalusia (bandiera) | Aragona (bandiera) | Portogallo (bandiera) | P.ti |
| ---- | ------------------- | -------------- | ----------------- | --------------------- | -------------------- | --------------------- | -------------------- | ------------------ | --------------------- | ---- |
| 1    | Mario Mayor         | Yamaha         | 4                 | 8                     | 2                    | 2                     | 1                    | 6                  | 4                     | 109  |
| 2    | Lorenzo Dalla Porta | Yamaha         | 1                 | 5                     | 1                    | [ 26 ]                | 3                    | 7                  | 3                     | 102  |
| 3    | Demis Mihaila       | Yamaha         | 13                | 6                     | 3                    | 4                     | 4                    | 1                  | Rit                   | 80   |
| 4    | Dino Iozzo          | Yamaha         | 3                 | Rit                   | Rit                  | NC                    | 2                    | 4                  | 1                     | 74   |
| 5    | Ádrian Rodríguez    | Yamaha         | NP                | 1                     | 10                   | 3                     | Rit                  | 3                  | 8                     | 71   |
| 6    | Andy Verdoïa        | Honda e Yamaha | 2                 | Rit                   | 6                    | 6                     | 6                    | 10                 | 5                     | 67   |
| 7    | Archie McDonald     | Yamaha         | 8                 | 14                    | 15                   | 1                     |                      | 12                 | 2                     | 60   |
| 8    | Borja Jimenéz       | Yamaha         | 7                 | Rit                   | 4                    | 7                     | 8                    | 5                  | 7                     | 59   |
| 9    | Iker García         | Yamaha         | 11                | 2                     | 9                    | Rit                   | Rit                  | 8                  | 10                    | 46   |
| 10   | Rubén Romero        | Yamaha         | 14                | 10                    | 8                    | Rit                   | Rit                  | 2                  | 12                    | 40   |
| 11   | Francisco Ruiz      | Yamaha         | 5                 | 3                     | 12                   | 12                    | [ 17 ]               | 14                 |                       | 37   |
| 12   | José Luis Armario   | Yamaha         | 9                 | 16                    | 5                    | 8                     | 12                   | 13                 | 17                    | 33   |
| 13   | Nil Roig            | Yamaha         | 6                 | 7                     | 11                   | 13                    |                      |                    |                       | 27   |
| 14   | Carlos Valle        | Yamaha         | 16                | 13                    | 13                   |                       | 5                    | 11                 | 13                    | 25   |
| 15   | Alex Millán         | Yamaha         |                   | 4                     | 7                    |                       |                      |                    |                       | 22   |
| 16   | Blai Trias          | Yamaha         |                   |                       |                      |                       | 7                    | 9                  |                       | 16   |
| 17   | Joan Santos         | Yamaha         | NQ                | 15                    | 16                   | 9                     | 9                    | 19                 |                       | 15   |
| 18   | Marco García        | Yamaha e Honda | 10                | 22                    |                      | [ 17 ]                | 10                   | 15                 | 15                    | 14   |
| 19   | Erik Varga          | Yamaha         |                   |                       |                      | 5                     |                      | Rit                |                       | 11   |
| 20   | Alberto García      | Yamaha         |                   |                       |                      |                       |                      |                    | 6                     | 10   |
| 21   | Kavin Quintal       | Yamaha         |                   | 9                     | 26                   | 23                    |                      | Rit                |                       | 7    |
| 22   | Javier Del Olmo     | Kawasaki       | NP                | 17                    | 17                   | Rit                   | 16                   | 17                 | 9                     | 7    |
| 23   | Juan Iriostegui     | Honda          | [ 17 ]            | Rit                   | 20                   | 10                    | 15                   | 20                 | 16                    | 7    |
| 24   | Massimo Coppa       | Yamaha         | 15                | Rit                   |                      | 21                    | 11                   | 23                 |                       | 6    |
| 25   | Kylian Nestola      | Yamaha         | 12                | 21                    | 14                   | Rit                   | Rit                  | 18                 |                       | 6    |
| 26   | Gonçalo Ribeiro     | Yamaha         | 24                | 11                    | 30                   | 18                    | Rit                  |                    | 19                    | 5    |
| 27   | Bence Kecskés       | Yamaha         | NP                | NP                    | Rit                  | 11                    |                      | Rit                | Rit                   | 5    |
| 28   | Francisco Palomera  | Honda          |                   |                       |                      |                       |                      |                    | 11                    | 5    |
| 27   | Bence Kecskés       | Yamaha         | NP                | NP                    | Rit                  | 11                    |                      | Rit                | Rit                   | 5    |
| 29   | Davide Fabbri       | Yamaha         | 19                | 12                    | 25                   |                       | 19                   | 26                 | 24                    | 4    |
| 30   | Kilian Holzer       | Yamaha         | 20                | [ 17 ]                |                      | NP                    | 13                   |                    | 21                    | 3    |
| 31   | Manuel Rocca        | Yamaha         | NP                |                       |                      | 14                    |                      |                    |                       | 2    |
| 32   | David Jiménez       | Yamaha         |                   |                       |                      |                       | 14                   |                    |                       | 2    |
| 33   | Filip Rehacek       | Yamaha         | NP                | 23                    | 18                   | Rit                   | Rit                  | 24                 | 14                    | 2    |
| 34   | Yeray Saiz          | Honda e Yamaha | 18                | NQ                    | 21                   | 15                    |                      |                    | 23                    | 1    |
| NC   | Declan Van Rosmalen | Yamaha         | NP                | Rit                   | 19                   | 16                    | 21                   |                    | Rit                   | 0    |
| -    | Eric Molina         | Yamaha         |                   |                       |                      |                       |                      | 16                 | NP                    | 0    |
| -    | Andrea Bettin       | Yamaha         | 17                | 18                    | 22                   |                       |                      | 21                 |                       | 0    |
| -    | Carter Brown        | Yamaha         |                   |                       |                      | 17                    |                      |                    |                       | 0    |
| -    | Gonçalo Capote      | Yamaha         |                   |                       | 23                   | Rit                   | 17                   | 22                 | 18                    | 0    |
| -    | Pablo Echeverri     | Yamaha         | 22                |                       | 27                   | 22                    | 18                   |                    | Rit                   | 0    |
| -    | Britanni Belladona  | Yamaha         | NQ                | 19                    | [ 17 ]               |                       |                      | NP                 |                       | 0    |
| -    | Daniel Brooks       | Yamaha         | 25                | Rit                   | 24                   | 19                    |                      |                    |                       | 0    |
| -    | Benedetto Rasa      | Yamaha         |                   | 20                    | 28                   |                       |                      |                    |                       | 0    |
| -    | Mohammed Binladin   | Yamaha         |                   |                       |                      | 20                    |                      |                    |                       | 0    |
| -    | Nicholas Bevilacqua | Yamaha         | 21                | Rit                   | 29                   | NQ                    | 20                   | 27                 | 22                    | 0    |
| -    | Daniele Galloni     | Yamaha         |                   |                       |                      |                       |                      |                    | 20                    | 0    |
| -    | Alessio Guarnieri   | Yamaha         | 23                | NQ                    |                      |                       |                      |                    | Rit                   | 0    |
| -    | Rodrigo Valente     | Yamaha         |                   |                       |                      |                       | Rit                  | 25                 | NP                    | 0    |
| -    | Spyros Fourthiotis  | Yamaha         | 26                |                       |                      |                       |                      |                    |                       | 0    |
| -    | Shuai Li            | Yamaha         | NQ                | NQ                    | NQ                   | NQ                    | NQ                   | 28                 | NQ                    | 60   |
| -    | Alex Viu            | Honda          |                   |                       |                      |                       | NP                   |                    |                       | 0    |
| -    | Jeong Soo           | Yamaha         |                   |                       |                      |                       |                      | NP                 |                       | 0    |
| -    | Cristian D'Arliano  | Yamaha         |                   |                       |                      |                       |                      |                    | NP                    | 0    |
| -    | Niccolò Bergamasco  | Yamaha         |                   |                       |                      |                       | [ 17 ]               |                    |                       | 0    |
| -    | Yeray Ruiz          | Yamaha         |                   |                       |                      |                       | [ 17 ]               |                    |                       | 0    |
| -    | Mateusz Hulewicz    | Yamaha         |                   |                       | NQ                   |                       |                      |                    |                       | 0    |
| Pos. | Pilota              | Moto           | Italia (bandiera) | Portogallo (bandiera) | Catalogna (bandiera) | Portogallo (bandiera) | Andalusia (bandiera) | Aragona (bandiera) | Portogallo (bandiera) | P.ti |

| Legenda | 1º posto        | 2º posto            | 3º posto           | A punti      | Senza punti        | Grassetto – Pole position Corsivo – Giro più veloce |
| Legenda | Gara non valida | Non qual./Non part. | Ritirato/Non class | Squalificato | '-' Dato non disp. | Grassetto – Pole position Corsivo – Giro più veloce |

#### Classifica costruttori
| Pos. | Costruttore | Italia (bandiera) | Portogallo (bandiera) | Catalogna (bandiera) | Portogallo (bandiera) | Andalusia (bandiera) | Aragona (bandiera) | Portogallo (bandiera) | P.ti |
| ---- | ----------- | ----------------- | --------------------- | -------------------- | --------------------- | -------------------- | ------------------ | --------------------- | ---- |
| 1    | Yamaha      | 1                 | 1                     | 1                    | 1                     | 1                    | 1                  | 1                     | 175  |
| 2    | Honda       | 2                 | Rit                   | 6                    | 6                     | 6                    | 10                 | 15                    | 47   |
| 3    | Kawasaki    | NP                | 17                    | 17                   | Rit                   | 16                   | 17                 | 9                     | 7    |

## Sistema di punteggio
| Pos.  | 1  | 2  | 3  | 4  | 5  | 6  | 7 | 8 | 9 | 10 | 11 | 12 | 13 | 14 | 15 | 16> |
| Punti | 25 | 20 | 16 | 13 | 11 | 10 | 9 | 8 | 7 | 6  | 5  | 4  | 3  | 2  | 1  | 0   |